# Rodhe (släkt)
Rodhe är ett efternamn som innehas av en rikt förgrenad svensk släkt. 

## Rodhe från Skåne och Uddevalla
Släktens äldsta kände medlem är Peder Jonasson, död 1668, först ridfogde i S:t Peters kloster vid Lund, senare borgare och rådman i Landskrona. Hans son Mathias Rodhe, död 1722, blev handlande och rådman i Uddevalla. Från dennes söner Peter Olof och Hans Wilhelm utgår släktens båda grenar. Namnet Rodhe antas komma från en gård i Landskronatrakten.
En sidogren till den yngre grenen går ut från pigan, sedermera lantbrukarhustrun Severina Hörlind, född Rodhe (1830–1890). Hennes son, försäkringstjänstemannen Fredrik (Fritz) Rodhe (1859–1930) behöll sin moders efternamn.

### Äldre grenen
- Peter Olof Rodhe (1711–1781), kyrkoherde i Strömstad och Slättåkra
  - Christian Wilhelm Rodhe (d. ä.) (1744–1811), kyrkoherde i Valinge
    - Magnus Rodhe (1790–1867), kyrkoherde i Torsby i Bohuslän
      - Johan Rodhe (1821–1872), fil dr, rektor
        - Emil Rodhe (1863–1936) filolog, lektor och docent i Göteborg

      - Gottfrid Rodhe (1826–1902), handlande
        - Magnus Rodhe (1867–1939), ingenjör
          - Hilding Rodhe (1896–1973), ingenjör, företagsledare

      - Eva Rodhe (1836–1919), skolföreståndare i Göteborg

    - Eva Charlotta Rodhe (1795–1865), gift med Jonas Brag (1781–1857), professor i astronomi, Lunds universitet[2]
      - Eva Brag (1829–1903), journalist

    - Severina Rodhe (1797–1889 ?), gift med Johan Blomstrand, lektor i Växjö[3]
      - Anders Blomstrand (1822–1887), missionär i Sydindien
      - Christian Wilhelm Blomstrand (1826–1897), professor i kemi, Lunds universitet

    - Christian Wilhelm Rodhe (d. y.) (1802–1867), kontraktprost i Everöd
      - Magnus Fredrik Rodhe (1843–1917), domänintendent
        - Carl Wilhelm Rodhe (1869–1947), överstelöjtnant i armén, major i Göta artilleriregementes reserv
          - Curt Carlsson Rodhe (1902–1943), civilingenjör, kapten
            - Björn Rodhe (1928–2011), reklamfotograf
              - Cecilia Rodhe (född 1961), fotomodell, Fröken Sverige 1978, tidigare gift med Yannick Noah, fransk tennisspelare
                - Joakim Noah (född 1985), amerikansk basketbollspelare

        - Gertrud Rodhe (1872–1948), slöjdlärare, Sveriges första kurator

      - Edvard Herman Rodhe (1845–1932), biskop i Göteborgs stift
        - Einar Rodhe (1875–1946), läkare i Göteborg
          - Astri Rodhe (1904–1981), gift med Oskar Kjellén, lektor
            - Birgitta Trotzig (1929–2011), författare, ledamot av Svenska Akademien, gift med Ulf Trotzig, konstnär

        - Estrid Rodhe (1877–1911), sjuksköterska
        - Edvard Magnus Rodhe (1878–1952), professor, biskop i Lunds stift
          - Eva Rodhe Lundquist (1908–2010), filolog, lektor
            - Elisabeth Palm (född 1936), jurist

          - Sven Edvard Rodhe (1911–1961), filosof, docent, lektor
          - Sten Rodhe (1915–2014), lektor och teologisk författare, gift med
          - + Birgit Rodhe (1915–1998), skolledare, politiker

        - Alvar Elis (Allan) Rodhe (1882–1964), jurist, landshövding
          - Knut Rodhe (1909–1999), jurist, professor
            - Henning Rodhe (född 1941), meteorolog, professor

          - Gösta Rodhe (1912–1984), skolöverläkare

        - Esaias Rodhe (1886–1962), kamrer
          - Inger Manne (1911–2008), konstnär

  - Mariana Brunius (1755–1839), maka till Gomer Brunius och stammor till släkten Brunius från Varberg

### Yngre grenen
- Hans Wilhelm Rodhe (1714–1763), handlande i Uddevalla
  - Mathias Rodhe (1745–1787), handlande i Uddevalla
    - Peter Olof Rodhe (1786–1866), lantbrukare i Gunnarps socken i Halland
      - Severina Hörlind, född Rodhe (1830–1890), stammor till sidogrenen
        - Fredrik (Fritz) Rodhe (1859–1930), försäkringstjänsteman
          - Claes Rodhe (1904–1980), företagare, kapten
            - Per Rodhe (född 1940), ingenjör, företagare

      - Bengt Carl Rodhe (1834–1897), skolman, författare, väckelsepredikant
        - Job Rodhe (1862–1904), filosof och lärare
        - Carl Rodhe (1864–1909), sågverksdisponent
          - Bengt Rodhe (1901–1968), musiker, kompositör

        - Magnus Rodhe (1875–1920), kyrkoherde
          - Sven Rodhe (1905–1968), ingenjör
            - Ulla Rodhe (1932–2012), skådespelare

        - Olof Rodhe (1879–1941), bergsingenjör, uppfinnare
          - Sten Olof Rodhe (1904–1983), agronom
          - Wilhelm Rodhe (1914–1998), limnolog, professor
          - Lennart Rodhe (1916–2005), konstnär, professor
          - Bertil Rodhe (1918–1999), meteorolog